# Les Sœurs Étienne
Pour les articles homonymes, voir Étienne.
Les Sœurs Étienne sont un duo de chanteuses françaises, nées à Reims. Louise (née le 3 septembre 1924 et morte le 22 mars 2016 à Paris) et Odette (née le 21 mars 1928 et morte le 18 juillet 2013 à Asnières-sur-Seine) ont mené avec succès une carrière éclair au lendemain de la Seconde Guerre mondiale, en pleine mode du swing.

## Biographie

### Famille
Louise et Odette Étienne naissent à Reims dans une famille de musiciens amateurs.
Odette a été mariée avec Jacques Goddet de 1952 à 1957.

### Après-guerre
Au lendemain de la Seconde Guerre mondiale, la mode musicale est aux rythmes importés d'outre-Atlantique. Les Sœurs Étienne l'ont bien compris. En adaptant les grands succès du jazz américain de l'époque, ce duo a assuré un certain succès.
Louise et Odette arrivent à Paris en 1943, à peine sorties de l'adolescence. Elles aiment chanter par-dessus tout et exercent ensemble leur talent dans des cinémas de quartier. À leurs débuts, elles enregistrent plusieurs disques comme chanteuses de l'orchestre de Jacques Hélian, puis se produisent dans les cabarets parisiens de la Rive droite. Rapidement remarquées dans un radio-crochet, elles deviennent professionnelles. Lorsque Paris est libéré par les Américains, elles se mettent au swing. Avec un répertoire principalement adapté des succès américains, elles multiplient les tournées en France et dans le monde entier. En 1955, elles décident de se retirer progressivement de la scène pour se consacrer entièrement à leur vie familiale.
Parmi leurs principaux titres, on trouve C'est si bon, Rien dans les mains, rien dans les poches, Plus je t'embrasse, Le manège aux souvenirs, Après la pluie, le beau temps, Qui sait, qui sait, qui sait ?, Chacun son bonheur, Au pays des merveilles, Cinq minutes de plus et Faire le tour de France.
Après l'enregistrement de Jean Marco avec l'orchestre de Jacques Hélian, les Sœurs Étienne sont les deuxièmes à avoir enregistré C'est si bon en 1948 avec l'orchestre de Raymond Legrand avant qu'Yves Montand ne l'enregistre.

### Années 1980
Dans les années 1980, Jacques Martin les invite dans son émission Thé Dansant. Pascal Sevran et son émission La Croisée des Chansons les incite à reprendre la scène, encouragées par leur père, qui meurt en 1984. Elles sont invitées d'émissions télévisées, chantent à Bobino et donnent des galas. Pathé Marconi réédite leurs succès.

## Filmographie
- 1960 : Rue de la Gaîté (TV) : elles-mêmes

## Doublage
- Louise Etienne dans :
  - 1946 : Gilda : Gilda Mundson Farrell (voix chantée) (Rita Hayworth)

## Hommage
En 2009, Rachel Pignot et sa sœur Rosalie Symon forment un duo vocal, Les Frangines, qui reprend le répertoire des Sœurs Étienne.